# Львов (фамилия)
Львов — русская фамилия. По происхождению является кратким прилагательным. В большинстве случаев происходит от крестильного имени Лев, определённое число фамилий восходит к слову «лев» (символ св. Марка Евангелиста); в обоих случаях образована с выпадением беглого -е «(род. п. льва)» при помощи суффикса -ов.

## Роды
- Львовы (князья)
- Львовы (нетитулованное дворянство)